# Centropomus robalito
Centropomus robalito е вид бодлоперка от семейство Centropomidae. Видът не е застрашен от изчезване.

## Разпространение и местообитание
Разпространен е в Гватемала, Еквадор, Колумбия, Коста Рика, Мексико, Никарагуа, Панама, Перу, Салвадор и Хондурас.
Среща се на дълбочина от 0,7 до 16 m, при температура на водата около 28,4 °C и соленост 33,9 ‰.

## Описание
На дължина достигат до 34,5 cm.